# Kepler-1653 b
Kepler-1653 b è un pianeta extrasolare in orbita attorno alla stella Kepler-1653, situata nella costellazione del Cigno, distante circa 2900 anni luce dal sistema solare.

## Stella madre
Kepler-1653 è una stella con una massa attorno al 70% di quella solare e più fredda, con una temperatura superficiale attorno ai 4800 K e una luminosità del 23% di quella del Sole.  Il suo raggio è di 0,69 R⊙, e nonostante l'alto margine di incertezza, pare più vecchia del Sole, con un'età stimata di 7,7+3,6
−4,6 miliardi di anni.

## Pianeta
Essendo stato scoperto col metodo del transito non è nota la massa del pianeta, mentre il suo raggio, inizialmente stimato in 3 volte quello terrestre, è stato rivisto in circa 2,5 r⊕, o 0,221 rJ. Essendo la stella meno luminosa del Sole, alla distanza alla quale si trova il pianeta esso riceve circa la stessa radiazione che riceve la Terra dal Sole, e si trova pertanto nella zona abitabile della sua stella.
Senza conoscere la massa, e quindi la densità, non è completamente certo che un pianeta con un raggio superiore a 1,6 raggi terrestri sia di natura rocciosa, come una super Terra, e non sia piuttosto un mininettuno senza superficie solida.
La temperatura di equilibrio da diverse stime risulta essere compresa tra i 257 K e 310 K.